# 今野博
今野博（1919年—1944年），曾用化名中野博、金野博，日本秋田县人。1939年春入伍，隶属侵华日军第32师团，1939年8月在山东梁山附近的独山庄被八路军第115师俘虏，1941年7月参加八路军，后任反战同盟鲁中支部支部长，因遭遇日伪军扫荡被俘，1944年被秘密杀害于济南。

## 生平
1919年，今野博出生于日本国本州岛东北部的秋田县，中小学均在本县学习，中学毕业于秋田县实业学校。1939年春应征入伍，编入侵华日军第32师团长田大队，其大队长为长田敏江步兵少佐。1939年5月，今野博随长田大队从青岛登陆，驻山东省汶上县。8月2日，在梁山歼灭战独山庄战斗中，今野博等14名日军被八路军第115师俘虏。9月13日夜，今野博伙同其他战俘逃跑，再次被俘。被俘后，今野博曾企图自杀，但被因被及时发现未遂。
在八路军指战员和反战日本人的耐心教育下，今野博逐渐认识到日本侵华战争给中日两国人民带来的严重灾难，思想上变得反战。1941年6月2日，今野博与其他几位日本人发起成立了“在华日人反战同盟山东支部”，今野博任宣传委员。7月7日，今野博与另外2名日本人在八路军山东纵队驻地宣誓参加八路军。不久后，到日本工农学校山东分校学习中文、政治常识与时事等。结业后，化名中野博到鲁中区从事反战活动，1943年初任反战同盟鲁中支部支部长。
1943年7月，今野博被滨海军区派遣到日照，随滨海军区第四武工队（队长于镜清）在日照城南一带日军据点做反战工作。为便于工作，于镜清让今野博改名金野博，因此今野博在武工队常被喊作金部长或老金。1944年7月，今野博由武工队护送回根据地向“在华日人反战同盟山东支部”汇报工作，夜宿高兴区汪家庄子（今日照市岚山区高兴镇汪家庄子村）。次日与到当地扫荡的日伪军遭遇，在突围时被俘。武工队多次营救无效，今野博被押到日照城，后转到日军驻济南宪兵队部，后被秘密杀害于济南。

## 纪念
1944年8月25日，中共山东分局、八路军山东军区在江苏省赣榆县抗日山召开追悼抗日阵亡将士大会。在华日人反战同盟山东支部编演了歌颂今野博的话剧《我们在一起》。
1983年5月，中共赣榆县委编纂出版《抗日山志》，序言中开国上将肖华评价今野博称“他与中国人民的胜利同在，与中国的高山流水同在。”
1991年4月，赣榆县人民政府在苏鲁交界的抗日山烈士陵园修建一座手榴弹形的“日本国友人金野博同志纪念碑”，碑右另立一白色大理石卧碑，碑文为《金野博同志生平简介》。
中华人民共和国民政部于2015年8月24日公布第二批《著名抗日英烈和英雄群体名录》，今野博的名字被收录其中。